# 口福の人
『口福の人』（こうふくのひと）は、日出山みなみ原作、寺島優脚本、あおきてつお漫画による日本の漫画である。単行本は全3巻。全23話。『マンガオールマン』平成11年NO.5から平成12年NO.3まで連載された。最終巻においては巻末読切『口福のひと・理』が掲載されている。

## ストーリー
表紙に「読むだけで元気! 日本全国食体験漫画!!」とあるように、日本全国からの食材を「口福レポート」として素材にした料理漫画である。主人公の美野川 愛（みのかわ あい）は『口福は幸福の素』をモットーにしている農水省のキャリアで省内一の才色（食）兼備のホープである。その彼女が配属されたのはリストラルームのような部署。飽食や美食を脱して21世紀に日本人の食卓と健康を支える日本の伝承食を探し出すプロジェクトを開始する。

## 単行本
- 日出山みなみ/原作、寺島優/脚本、あおきてつお/漫画『口福の人』 集英社〈SCオールマン〉、全3巻
  1. 1999年9月22日発行 ISBN
  2. 2000年1月24日発行 ISBN
  3. 2000年4月24日発行 ISBN